# Children in Need
Children in Need é a campanha anual realizada no Reino Unido viabilizando juntar recursos para ajudar uma instituição de caridade. 
O evento é apresentado pela BBC e conta com a participação de artistas e cantores, cujo um deles lança um single em que as vendas são doadas para a instituição. Sua maior arrecadação foi 9.56 milhões de dólares.